# Otto Dijk
Otto Dijk is het pseudoniem van A.J.E. (Adrianus Johannes Engelbertus) Odijk (Vlijmen, 7 juni 1925 – Nieuwegein, 13 maart 2004), Nederlands schrijver-dramaturg.

## Biografie
Dijk werd als Ad Odijk geboren in een groot katholiek gezin, dat op dat moment in Brabant woonde maar Vlaardingse wortels had. Als oudste zoon werd hij naar het seminarie gestuurd om priester te worden. Hij brak deze opleiding echter af, en kwam in 1947 terecht als ambtenaar op het Ministerie van Onderwijs, Kunsten en Wetenschappen. In deze periode ontwikkelde zich zijn schrijverschap. Hij was tijdens, maar vooral na deze ambtenarenperiode dichter, essayist, auteur voor theater, radio (hoorspelen) en televisie, vertaler/bewerker van toneelstukken en hoorspelen, schrijver van liedteksten en dramaturg. Na zijn huwelijk met J.G. (Janny) Nijenhuis (8 mei 1924 - 3 december 2010) woonde hij aanvankelijk in Scheveningen, daarna in Den Haag; vanwege zijn aanstelling bij de VARA verhuisden zij en zoon Michiel naar Utrecht, en ten slotte in de jaren 80 naar Nieuwegein, waar Dijk stierf. Aangezien zijn neef naar dezelfde grootvader was vernoemd als hij, en die neef ook publiceerde (onder andere in de Volkskrant), nam Ad Odijk als schrijver de naam Otto Dijk aan.
Naast zijn schrijverschap vervulde hij onder andere ook functies bij de Vereniging voor Letterkundigen en bij de Nederlandse afdeling van de internationale organisatie PEN, als freelance-docent bij de opleiding Theaterwetenschappen aan de Rijksuniversiteit Utrecht en als jurylid bij beoordelingen van aankomende toneelschrijvers.

## Chronologie
Odijk volgde na zijn lagere school een onvoltooide priesteropleiding bij de Missionarissen van het Heilig Hart.
1947 - 1961: werkzaam als ambtenaar op de afdeling Toneel en Letteren van het toenmalige Ministerie van Onderwijs, Kunsten en Wetenschappen;
1961 - 1963: chef dramaturgie VARA-televisie;
1963 - 1967: freelance-auteur en medewerker aan allerlei radio- en televisieprogramma's;
1967 - 1977: dramaturg bij het Groot Limburgs Toneel, waar hij het Schrijverstheater ontwikkelde waaruit de politieke toneelgroep GLTwee ontstond;
1977 - pensioen: auteur/dramaturg bij de Nieuwe Komedie te Den Haag.
Na zijn pensioen begon zijn al enigszins zwakke gezondheid af te nemen. Door ondersteuning van zijn echtgenote lukte het hem lang in hun huis in Nieuwegein te blijven wonen. De laatste weken van zijn leven bracht hij door in het St.-Anthonius-ziekenhuis in Nieuwegein; hij stierf daar op 13 maart 2004.

## Literaire tijdschriften
Dijk leverde bijdragen aan diverse tijdschriften, waaronder de Kroniek van Kunst en Kultuur (KKK), Maatstaf, Wending (maandblad voor evangelie en cultuur), Toneel-Theatraal, en Kentering. Voor het laatste blad zat hij ook een tijd lang met onder anderen Wim Hazeu en Peter Berger in de redactie.

## Toneel
Dijk kreeg als toneelschrijver bekendheid met het stuk "De zendeling", een eenakter over een man die zijn vrouw heeft gedood en onbedoeld "hulp" krijgt van een vreemdeling met een bolhoed. John Lanting speelde in de toneeluitvoering én op televisie de rol van de man met de bolhoed. Daarna volgden nog enkele eenakters, die geleidelijk ook door de VPRO-televisie werden vastgelegd en uitgezonden.
Samen met onder andere Dimitri Frenkel Frank was Otto Dijk een van de grondleggers van, en tekstschrijver voor, het satirische VARA-televisieprogramma Hadimassa. Eerder bewerkte hij een twintigtal Maigret-verhalen van Georges Simenon voor de VARA-televisie (in samenwerking met de BRT), met eerst met Kees Brusse, later Jan Teulings in de hoofdrol. Bij beëindiging daarvan startte hij met een televisiebewerking van een aantal misdaadverhalen uit de Hellinger-serie (van Gerben Hellinga) onder de serienaam Vic Singel (ook voor de VARA), die echter al spoedig na de eerste uitzending werd beëindigd.
In zijn tijd bij het Groot Limburgs Toneel (GLT) en GLTwee werkt hij mee aan een groot aantal producties, onder andere het Sienies Sjabloon Tejater. Daarnaast bewerkte en vertaalde Dijk theaterstukken, onder andere Die Hebamme (van Rolf Hochhuth), Der Ledermann spricht mit Hubert Fichte van Hans Eppendorfer, Non si paga! Non si paga! (van Dario Fo) en De Roverssymfonie (Friedrich Fehér) (die op de Nederlandse televisie werd uitgevoerd en uitgezonden en waarvan een langspeelplaat werd geperst).
In de laatste jaren van zijn leven werkte Dijk aan een serie Sprookjes en aan een Repertorium van de Nederlandse Toneelkunst; een overzicht waarin alle Nederlandstalige auteurs en hun theaterstukken zouden worden opgenomen. Ook werkte hij, samen met Michiel Odijk en Jan Willem de Jong, aan een detectiveverhaal "De Muze met het Harpje". Door zijn steeds slechter wordende gezondheid is het niet tot afronding van deze projecten gekomen.
Zijn theaterstukken omvatten:
- Het antwoord (eenakter)
- Don Juan, of: De Ironie van de Stof (theaterstuk)
- Gilles de Retz (gespeeld door onder andere studententoneel)
- Simon Tover (als hoorspel door de NCRV-radio gerealiseerd)
- De Zendeling (eenakter; gespeeld onder andere bij Nieuw Rotterdams Toneel en op VPRO-tv)
- De Photograaf (eenakter; gespeeld onder andere bij Nieuw Rotterdams Toneel en op VPRO-tv)
- De Vroedvrouw (eenakter; gespeeld onder andere bij studententoneel en op VPRO-tv)
- De Laatste der Kolonialen (gespeeld door onder andere studententoneel en op VPRO-tv)
- De Agent (eenakter; gespeeld door onder andere studententoneel en op VPRO-tv)
- De Verlosser (eenakter; gespeeld door onder andere studententoneel en op VPRO-tv)
- De Akteurs (eenakter; gespeeld onder andere bij Nieuw Rotterdams Toneel en op VPRO-tv)
- Ramswoerthe (gespeeld door onder andere studententoneel)
- De Begrafenisbedienaar (eenakter; gespeeld door Groot Limburgs Toneel en op VPRO-tv)
- De Geneesheer (gespeeld door onder andere GLT en op VPRO-tv)
- De Scherpschutter (eenakter)
- De Stomme van Portici (samen met Jan-Willem Overeem, Hans van Maanen, Luc Pauwels en Bert Verhoye)
- Dodendans '84 (theaterstuk)
- Een Wonderkind, of: De Show Must On (televisiespel voor Nel Oosthout)
- Kostwinner, wat is dat, pa? (gespeeld door onder andere Nieuwe Komedie)
- Gansch het Raderwerk (toneelspel in 23 scènes, gespeeld door onder andere Nieuwe Komedie)
- Een Mand vol Water (toneelspel in 12 scènes, gespeeld door onder andere Nieuwe Komedie)
- De Weldoeners (eenakter)
- Het huis (in opdracht van het Jan van Lumeyfonds)
- Een Negerin op de Vloer.

Ook schreef hij mee aan diverse theaterproducties, waaronder het lustrumstuk van Theaterwetenschappen van de Utrechtse universiteit "Sommige van die Wijven Hadden Niet Eens Wat in de Gaten".
Van zijn hoorspelen is slechts een deel bewaard gebleven. Hiertoe behoort "Hou je van me?".

## Biblio- en discografie
- De laatste der kolonialen (bundel eenakters). Arbeiderspers, 1966;
- Traumagie (gedichtenbundel. De Windroos, D.R. Holland, 1962;
- diverse essays, toneelbeschouwingen in verscheidene literaire bladen; jarenlang redactie van het tijdschrift Kentering;
- Brieven van Otto Dijk aan Carel Jules Emile Dinaux (1898 - 1980) en Claudi Dinaux-van Dobbenburgh: O 00135 B 1, gepubliceerd 1970;
- Excellentie, wilt u dat het kan of dat het niet kan? (boek met artikelen over zijn tijd op het Ministerie; uitgave De Prom bibliofiel, ISBN 90-6801-039-5, 1985);
- De Roverssymfonie (Nederlandse bewerking/vertaling uitgezonden door de VPRO-televisie; muzikale delen zijn tot elpee verwerkt);
- Liedjes aan de Kerk (NCRV-radio; verwerkt tot elpee, met bijdragen van Otto Dijk);
- Sprookjes voor de verandering  (uitg. BOMO) uit de nalatenschap van Otto Dijk, 2017

## Vertalingen
Een deel van zijn theaterstukken is vertaald in het Duits en Engels. Buiten Nederland werd zijn werk onder andere gespeeld door de La MaMa theatergroep in New York, en in Cairo.